# Rodbina Ardensko–Luksemburških
Rodbina Luksemburških (ali Luksemburžani), znana tudi kot ardensko – luksemburška rodbina, da bi jo razlikovali od poznejših rodbin, je bila lotarinška plemiška rodbina, znana iz desetega in enajstega stoletja. So ena od treh glavnih vej rodbine Ardenskih, skupaj z rodbino Ardensko–Verdunskih in rodbino Ardensko–Barskih.
Vse te ardenske rodbine so izhajale iz Kunigunde francoske, vnukinje zahodnofrankovskega kralja Ludvika Jecljajočega, in njenega moža Wigerika Lotarinškega. Luksemburška veja izvira iz njunega sina Sigfrieda, grofa Ardenskega.
Ena od nadaljnjih vej rodbine Luksemburških po moški liniji vključuje rodbino Salmskih. Kasnejša rodbina Limburških, vojvode Limburške, katerih potomci so postali vojvode Luksemburški in kraljeva dinastija v Nemčiji, izhajajo iz rodbine Ardensko-Luksemburških preko hčerke Friderika, vojvode Spodnje Lorene.
Otroci grofa Sigfrieda: